# Rolnictwo w Angoli

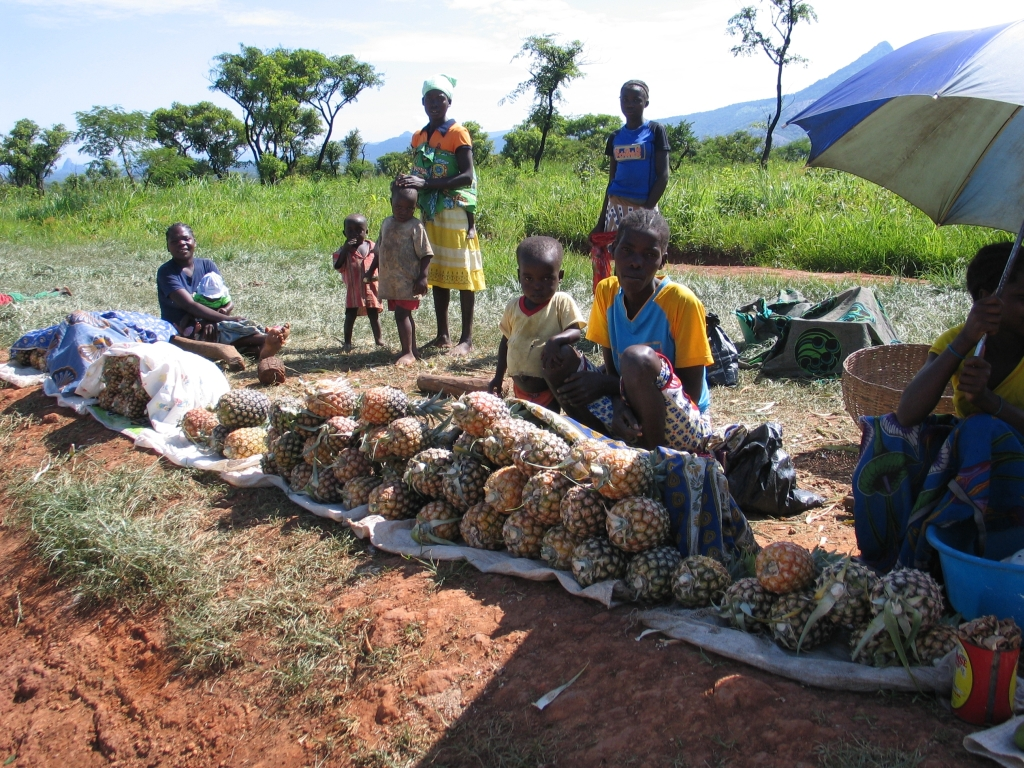
Sprzedawcy ananasów przy drodze z Huambo do Quibala

Rolnictwo w Angoli – dział gospodarki Angoli mający niewielki udział w PKB, jednakże kluczowy w zatrudnieniu mieszkańców. Rolnictwo w Angoli jest w dużej mierze uzależnione od pomocy zagranicznej.

## Czynniki fizycznogeograficzne

### Agroklimat
Okres wegetacyjny w Angoli trwa cały rok. Najchłodniejszym miesiącem jest lipiec, natomiast najcieplejszym jest styczeń. Roczna amplituda temperatur jest niewielka - zimą temperatura średnia wynosi od 16 do 24 °C, natomiast latem 20–26 °C. Temperatura minimalna nie spada poniżej 15 °C, podczas gdy maksymalna jest nie wyższa niż 35 °C. Wysoka temperatura w połączeniu z dużym nasłonecznieniem stwarza korzystne warunki do rozwoju biomasy.
Ze względu na Prąd Benguelski obszary położone niedaleko od wybrzeża są pozbawione opadów i przez to nieużyteczne rolniczo.

### Gleby
W Angoli występują gleby bogate w żelazo. 
Gleby czerwone są zazwyczaj kwaśne, ciężkie i mają niską bonitację. Humus jest niemalże w całości mineralizowany, stąd uprawa rolnicza wymaga intensywnego nawożenia. Najlepsze gleby ferralitowe mają 2–3% humusu. Gleby te podczas pory suchej tworzą twardą skorupę. Gleby czerwonobrunatne mają odczyn kwaśny, zbliżony do obojętnego, a lokalnie nawet lekko alkaliczny. Ich właściwości są zbliżone do czerwono-burych i burych. Gleby te nadają się pod uprawę roślin nawet po odpowiednim nawożeniu i – w razie potrzeby – irygacji.

### Hydrologia
W środkowej części kraju przebiega kontynentalny dział wód. Największymi rzekami Angoli są Kasai (dopływ Konga) oraz Zambezi. Obie te rzeki znajdują się we wschodniej części kraju. W zachodniej części kraju znajdują się rzeki przymorskie, z których największa jest Kwanza. W kraju nie ma dużych terenów zabagnionych.

## Czynniki pozaprzyrodnicze

### Poziom rozwoju społeczno-ekonomicznego
Angola jest biednym krajem – w 2010 była na 148 miejscu według współczynnika rozwoju społecznego. W latach 1974–2002 w kraju trwała wojna domowa . Wydobycie i przetwarzanie ropy naftowej dające ponad 80% PKB powoduje, że kraj ten jednak szybko się rozwija. Rolnictwo daje 6,9% PKB jednakże zatrudnienie znajduje w nim 85% pracujących. Nadwyżka w zatrudnieniu w rolnictwie jest spowodowana m.in. zatrudnianiem byłych żołnierzy.

### Urbanizacja i uprzemysłowienie
Stopień urbanizacji liczony odsetkiem ludności miejskiej wynosi 59%, co jak na warunki afrykańskie jest wynikiem wysokim. Przyczyną tego stanu jest jednak zniszczenie wsi w wyniku działań wojennych oraz hiperurbanizacja, szczególnie Luandy.
W czasach kolonialnych Angola była krajem o dużej roli przemysłu. Przemysł ten jednak opierał się głównie na produkcji produktów słabo przetworzonych np. cegieł, szkła, gumy, aluminium. Większość produktów była przewożona do metropolii. W Angoli było również rozwinięte górnictwo, szczególnie boksytów i diamentów. Gospodarka angolska była kontrolowana przez Portugalię.
Po uzyskaniu niepodległości przemysł się załamał. W latach 90. XX wieku rząd angolski rozpoczął starania w przyciągnięciu inwestorów zagranicznych.

### Agropolityka
Angola do 1978 był kolonią portugalską.
We wczesnych latach 50. XX wieku w Angoli nastąpiła kolektywizacja rolnictwa wzorowana na izraelskich kibucach. Rolnicy oddolnie zrzeszali się w spółdzielnie zajmujące się handlem produktami rolnymi. Indywidualnie gospodarstwa są bardzo rozdrobione, średnia powierzchnia nieco powyżej 1,5 ha. Średnia powierzchnia gruntów w spółdzielni wynosi prawie 30 ha .
Po wojnie domowej następuje rozwój rolnictwa wspierany przy pomocą zagraniczną. Głównymi celami rozwoju terenów wiejskich jest: zmniejszenie liczby ludności w przeludnionej Luandzie, znalezienie zajęcia dla byłych żołnierzy, zwiększenie produkcji żywności. Polityka pomocowa opiera się na dostarczaniu technologii oraz edukowaniu miejscowych rolników. Istotnym celem polityki rolnej Angoli jest odbudowa produkcji kawowca .

## Produkcja

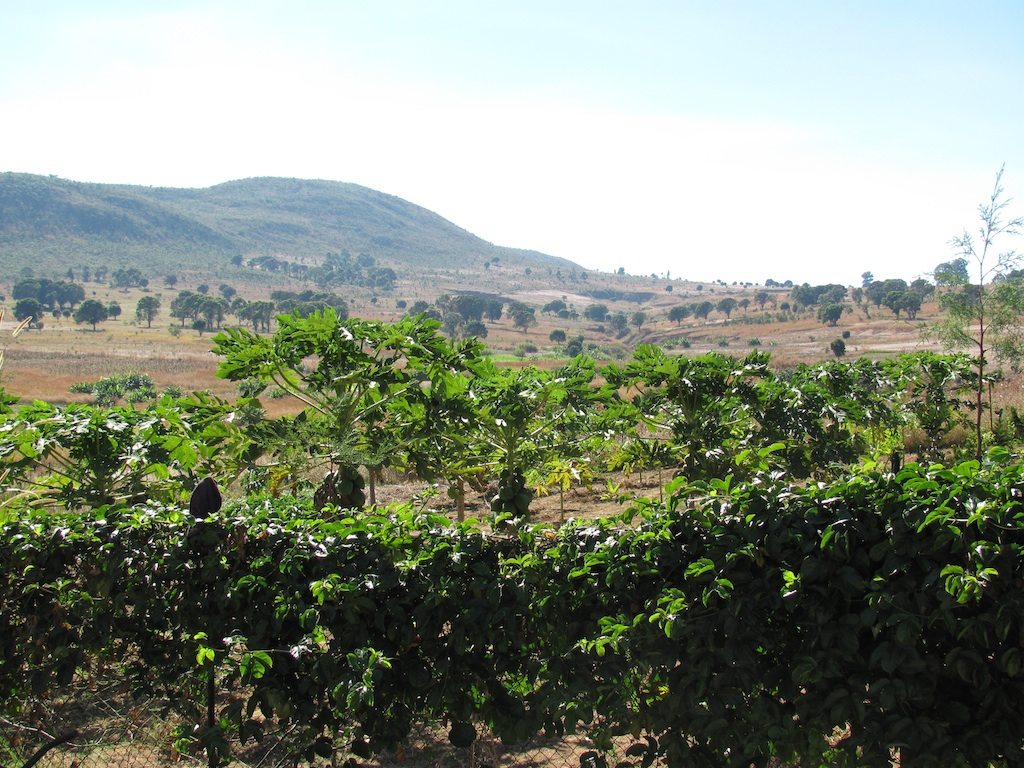
Uprawa papai na polu Coopecunha w prowincji Huambo

### Produkcja roślinna
W Angoli dominują gospodarstwa niewyspecjalizowane zajmujące się uprawą wielu różnych roślin. Grunty orne w sezonie 2007/2008 zajmowały powierzchnię 3 074 806 ha czyli około 2,5% powierzchni kraju. W sumie powierzchnia nadająca się pod uprawę wynosi niecałe 5%. Głównymi uprawami w Angoli są zboża: kukurydza zwyczajna, rosplenica perłowa, proso, ryż; rośliny okopowe: maniok jadalny, ziemniaki, bataty; owoce: banany, cytrusy, ananasy i awokado; a także fasola, orzeszki ziemne, soja i warzywa .

#### Zboża
Zbożem uprawianym na największych powierzchniach jest kukurydza zwyczajna, która w sezonie 2007/2008 zajmowała 883 943 ha . Klimat i gleby występujące w Angoli (poza pustyniami) są idealne do produkcji tego zboża. Kukurydza została przywieziona przez Portugalczyków na początku XVI wieku z Brazylii. Nie wiadomo czy bez pośrednio czy przez Portugalię. Z tego powodu w Angoli kukurydza jest nazwana zbożem (ziarnem) portugalskim. Ze względu na różnice warunkach przyrodniczych, głównie wilgotności, w Angoli występuje znaczna zmienność odmian kukurydzy .
Pozostałe zboża zajmują 279 019 ha, lecz ze względu na bardzo niskie plony zbiory są niewielkie .

#### Rośliny okopowe
Wśród roślin okopowych dominuje maniok jadalny, którego uprawy zajmowały 679 167 ha i ustępowały tylko kukurydzy . Ze względu na wysokie plony roślina ta ma bardzo duży udział w zbiorach. W 2010 zebrano 13,8587 mln ton, czyli prawie 3 razy więcej niż suma zbiorów pozostałych 20 najpopularniejszych upraw. Maniok jest rośliną, która dobrze znosi różne warunki klimatyczne i glebowe. Uprawa tej rośliny redukuje ubóstwo, gdyż maniok jest intensywnie użytkowany w kuchni. Z jego bulw robi się mąkę, z której robione jest pieczywo, a liście są używane jak warzywo. Pozostałe rośliny okopowe mają niewielkie znaczenie . Zbiory ziemniaka wyniosły 841,279 tys. ton.

#### Warzywa
Uprawa warzyw jest działalnością poboczną rolników angolskich. Przeważnie w gospodarstwie warzywa zajmują 5–10 arów i są przeznaczanie niemalże wyłącznie na potrzeby własne. Mało jest gospodarstw specjalizujących się w uprawie warzyw, jednakże  charakteryzują się one wysokim stopniem mechanizacji.

#### Używki
Najważniejszą rośliną eksportową jest kawowiec, na co duży wpływ miał bardzo korzystny dla tej rośliny klimat. W czasach kolonialnych Angola była czołowym producentem kawy, jeszcze na początku lat 70. XX wieku Angola (będąca portugalską kolonią) była czwartym producentem kawy na świecie . W latach 1948–1970 eksport kawy stanowił od 30 do 51% eksportu tej kolonii, zajmując zawsze pierwsze miejsce w strukturze. Kawowiec w czasach kolonialnych był uprawiany głównie na plantacjach wielkoobszarowych, których właścicielami byli Portugalczycy, po uzyskaniu niepodległości plantacje zostały znacjonalizowane . Podczas wojny domowej plantacje kawowca stanowiły ważne źródło dochodu. Po wojnie domowej produkcja kawy drastycznie spadła z poziomu około 40 tys. ton w latach 80. XX wieku do 3–5 tys. ton w latach 90. Najgorszym pod tym względem był rok 2004, kiedy to produkcja spadła poniżej tysiąca ton, w tym samym czasie ceny kawy na świecie były najniższe .
Głównymi ośrodkami produkcji kawy jest prowincja Bié oraz północ kraju .
Oprócz kawy na mniejszą skalę był uprawiany również tytoń.

#### Rośliny przemysłowe
Wśród roślin przemysłowych największe znacznie ma palma oleista, bawełna, puchowiec pięciopręcikowy, kauczukowiec.

### Produkcja zwierzęca
Kluczowymi gałęziami w produkcji zwierzęcej są farmy mleczne i drobiarstwo.
Głównymi zwierzętami hodowlanymi są bydło, trzoda chlewna, kozy, owce i drób .

## Technika rolna
Angolskie rolnictwo charakteryzuje się bardzo niskim stopniem mechanizacji rolnictwa. W 2009 w całym kraju było tylko 1940 sprawnych ciągników. Jeden traktor przypadał na około 1650 ha. Dodatkowo dominują maszyny niskiej mocy. Z tego względu duże znaczenie ma siła zwierząt pociągowych i mięśni ludzkich .

## Problemy rolnictwa
Głównym problemem rolnictwa w Angoli są skutki wojny domowej, która spowodowała: zniszczenie infrastruktury na wsi, dużą liczbę byłych żołnierzy oraz hiperurbanizację, szczególnie w Luandzie. Rolnictwo jest niewydolne i uzależnione od pomocy zagranicznej. Angola jest zmuszona importować żywność (ok. 50% potrzeb), mimo znacznego, niewykorzystanego, potencjału. Problemem jest rozdrobienie i brak wyspecjalizowania większości gospodarstw .
Kolejnymi problemami rolnictwa angolskiego są złe warunki przyrodnicze. Większość kraju jest pustynią stąd powierzchnia nadające się pod uprawę wynosi mniej niż 5% terytorium kraju .